# 遍照寺 (群馬県昭和村)
遍照寺（へんじょうじ）は、群馬県利根郡昭和村にある天台宗の寺院。山号は景徳山。院号は御室院。
創建は貞観年間で慈覚大師円仁であるとされる。
元三大師を本尊とする元三大師堂があり、毎年の節分には昭和元三大師節分会が行われる。
この昭和元三大師節分会は別名「鬼法楽（鬼おどり）」と呼ばれ、京都・廬山寺（宮中の仏事を司る寺院で紫式部邸宅跡）に古くから伝えられる伝統行事であるが、許可を得てこの伝統を倣う関東では唯一の節分会である。
境内には不動堂もあり、元三大師堂とあわせて毎月3日に護摩会が厳修されている。

## 周辺
- 昭和村立南小学校
- 昭和村 社会体育館
- 沼田警察署 昭和駐在所
- 久呂保郵便局
- 県道255号
- 片品川